# Canton Pedernales
Canton Pedernales är en kanton i Ecuador.   Den ligger i provinsen Manabí, i den nordvästra delen av landet, 170 km väster om huvudstaden Quito.